# Vlkov u Osové Bítýšky
Vlkov (deutsch Wlkau, auch Wilkau) ist eine Gemeinde in Tschechien. Sie liegt fünf Kilometer nördlich von Velká Bíteš und gehört zum Okres Žďár nad Sázavou.

## Geographie
Vlkov befindet sich im Krischanauer Bergland (Křižanovská vrchovina) im Süden der Böhmisch-Mährischen Höhe am nordwestlichen Ufer des vom Bílý potok gespeisten Teiches Vlkovský rybník. Südwestlich erhebt sich der Duforty (Düfort, 561 m). Im Westen führt die Staatsstraße 37 zwischen Křižanov und Velká Bíteš an dem Dorf vorbei. Nördlich des Dorfes verläuft die Bahnstrecke von Brno nach Žďár nad Sázavou. Die Bahnstation Vlkov u Tišnova liegt östlich außerhalb des Dorfes im Gewerbegebiet. Im Südosten befindet sich der Radostínwald.
Nachbarorte sind Osová und Březí im Norden, Březské im Nordosten, Křižínkov im Osten, Křoví und Radostínský Mlýn im Südosten, Velká Bíteš, Kevlický Dvůr, Nové Sady und Bezděkov im Süden, Jáchymov und Záblatí im Südwesten sowie Osová Bítýška im Westen.

## Geschichte
Die erste urkundliche Erwähnung des zur Burg Ossowa gehörigen Dorfes Wylkov erfolgte im Jahre 1349. Der Name des Ortes leitet sich vom Wolf ab. In dieser Zeit wurde in der Umgebung Bergbau betrieben und es entstanden Ansiedlungen deutscher Bergleute.
Nach der Aufhebung der Patrimonialherrschaften bildete Vlkov einen Ortsteil der Gemeinde Osová Bítýška in der Bezirkshauptmannschaft Velké Meziříčí. 1865 wurde im Radostinwald bei Vlkov der letzte Wolf geschossen. Im Jahre 1874 bildete Vlkov eine eigene Gemeinde. 1949 kam die Gemeinde zum Okres Velká Bíteš, und zu Beginn des Jahres 1961 wurde sie dem Okres Žďár nad Sázavou zugeordnet.
Der ursprüngliche Charakter des Straßendorfes hat sich bis heute erhalten. Zusammen mit Březské, Křoví, Níhov, Osová Bítýška, Velká Bíteš und Záblatí ist Vlkov Mitglied einer kommunalen Waldgenossenschaft, die 680 ha Wälder bewirtschaftet. Seit 2005 führt die Gemeinde ein Wappen und Banner, das ein silbernes Rost, als Symbol des hl. Laurentius und ein Lindenblatt auf blau-weißem Hintergrund zeigt.

## Gemeindegliederung
Für die Gemeinde Vlkov sind keine Ortsteile ausgewiesen.

## Sehenswürdigkeiten
- Schloss Osová in Osová, das Schloss entstand zum Ende des 17. Jahrhunderts an der Stelle einer seit 1348 nachweislichen und 1638 abgebrannten Wasserburg. Es befindet sich am Ufer des Teiches Okolník. Westlich des Schlosses liegt der 1835 angelegte Schlosspark. Das Schloss ist derzeit nicht zugänglich.
- Galerie Sýpka, die nördlich des Dorfes in einem barocken Speicher des Schlosses Osová aus dem Jahre 1669 eingerichtete Galerie besteht seit 1990 und ist von Mai–September geöffnet.
- Teich Vlkovský rybník, der große Fischteich wurde 1526 während der Herrschaft der Brüder Smil und Jan Osovský von Doubravice durch Štěpán Netolický als letzter des Ossowaer Teichsystems angelegt
- Glockenturm aus dem 19. Jahrhundert, am Dorfplatz
- ehemalige Schule, das 1926 errichtete Bauwerk dient heute als Wohnhaus und Betsaal
- Betsäule des hl. Hubertus, am Ende einer Eichenallee im Tal des Bilý potok unterhalb des Vlkovský rybník
- Felsen Strašná skála, am Bílý potok